# 小堤西池

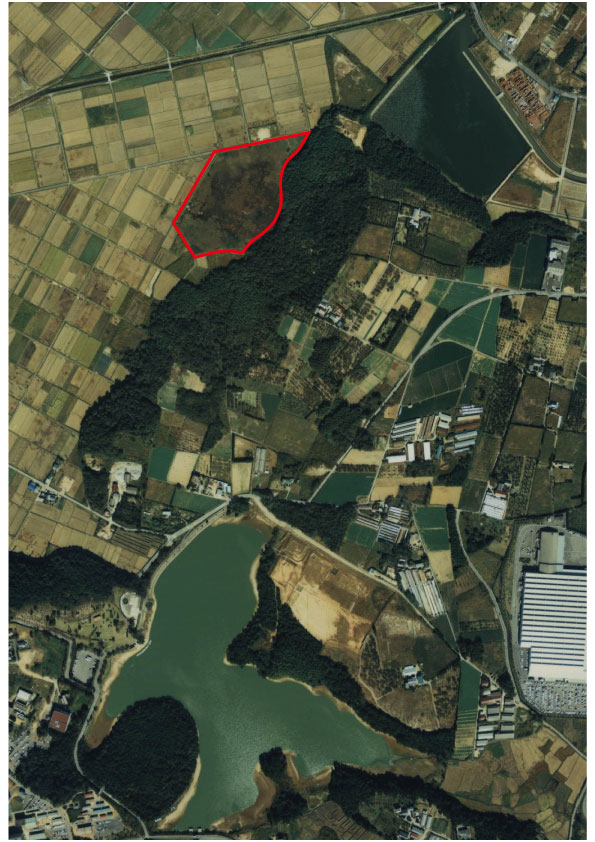
小堤西池（赤線内）と洲原池（下）

小堤西池（こづつみにしいけ）は、愛知県刈谷市井ヶ谷町小堤西1にある水田灌漑用の池である。面積は20,330m2。カキツバタの群生地として知られ、「日本三大カキツバタ自生地」の1つとされている。群生地は、1938年（昭和13年）8月に「小堤西池のカキツバタ群落」として国の天然記念物に指定された。

## 特徴
面積は20,330m2。カキツバタ以外にもノハナショウブ、ノカンゾウなど約100種類の植物が年間を通じて咲く。肥料や農薬などを使わないため、夏場にはヨシやアンペライなどが背の低いカキツバタを覆いつくしてしまう。そのため、1961年（昭和36年）より地元の守る会のボランティアによって管理されている。近年は、守る会やトヨタ系企業社員、愛知教育大学附属高等学校、愛知県立刈谷高等学校の生徒らによって毎年8月下旬に除草作業が行われている。
カキツバタの花は毎年5月中旬頃に最盛期を迎え、開花期には「小堤西池のカキツバタを守る会」のボランティアが見学客の誘導や解説にあたる。5月の見学客数は、2000年（平成12年）が12,840人、2001年（平成13年）が13,040人、2002年（平成14年）が10,352人、2003年（平成15年）が15,523人、2004年（平成16年）が8,285人、2005年（平成17年）が7,122人であった。2001年（平成13年）10月には、刈谷市公共施設連絡バスの東境線・西境線用車両に小堤西池のカキツバタ群落がデザインされた。

## 生息する生物
1985年（昭和60年）から1986年（昭和61年）頃には、ジネズミ、ベッコウトンボ、セスジイトトンボ、モノサシトンボ、コバネアオイトトンボや、愛知県のレッドデータブックに登録されているヨシゴイ、ヒクイナなどが生息していた。
- クサガメ
- カルガモ
- フナ
- ニホンマムシ

など

## ギャラリー

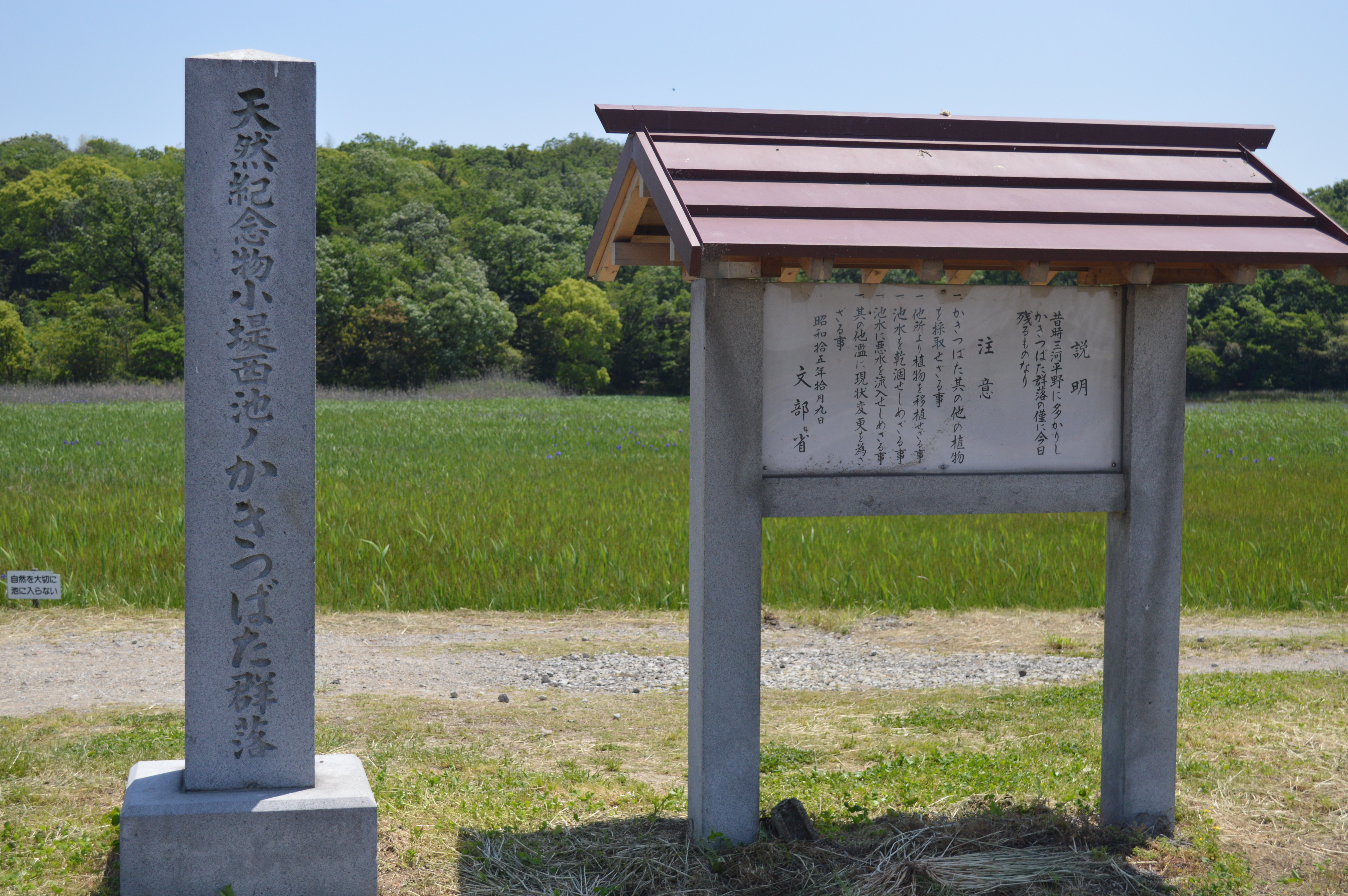
文部省による石碑
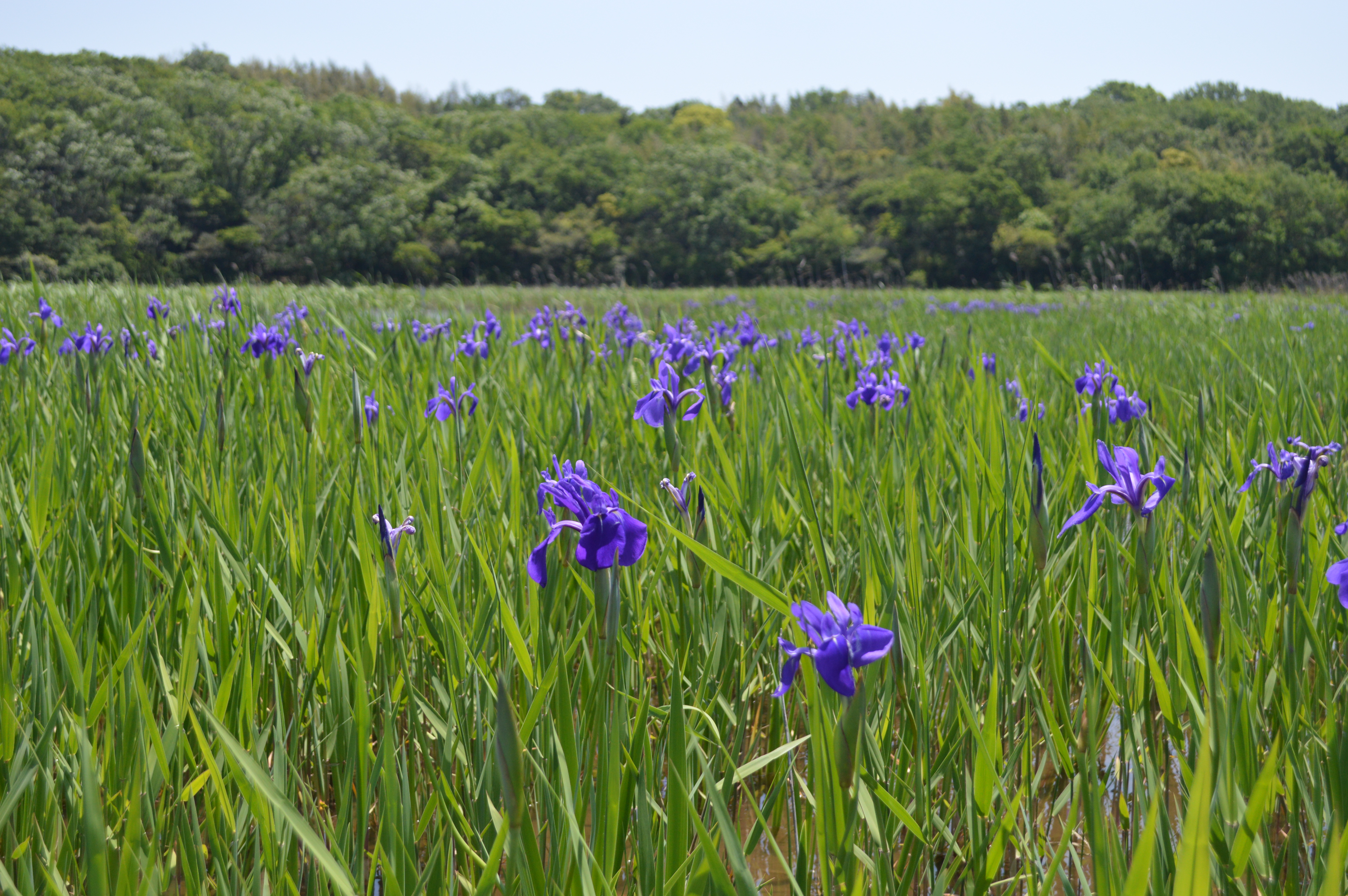
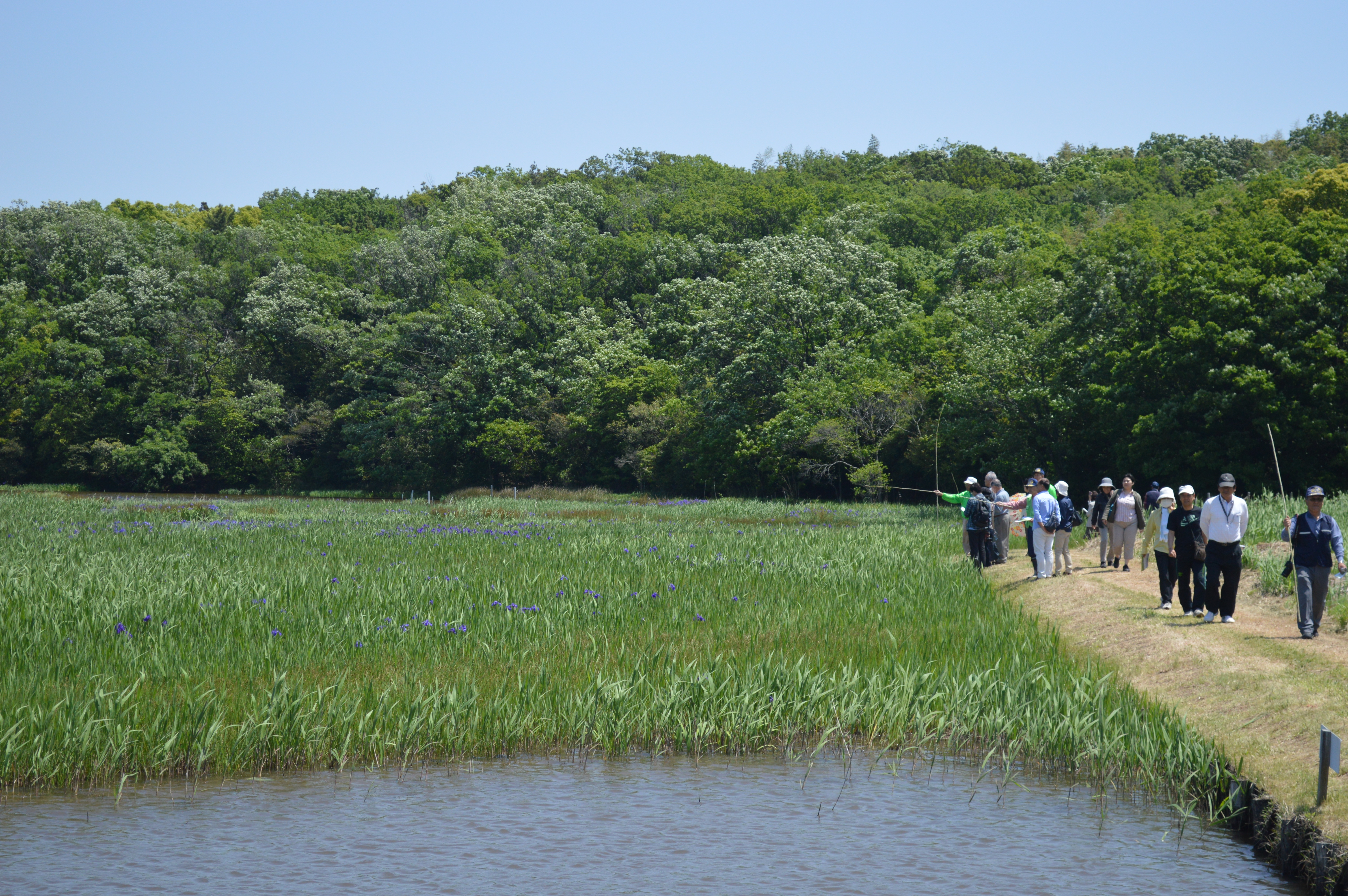
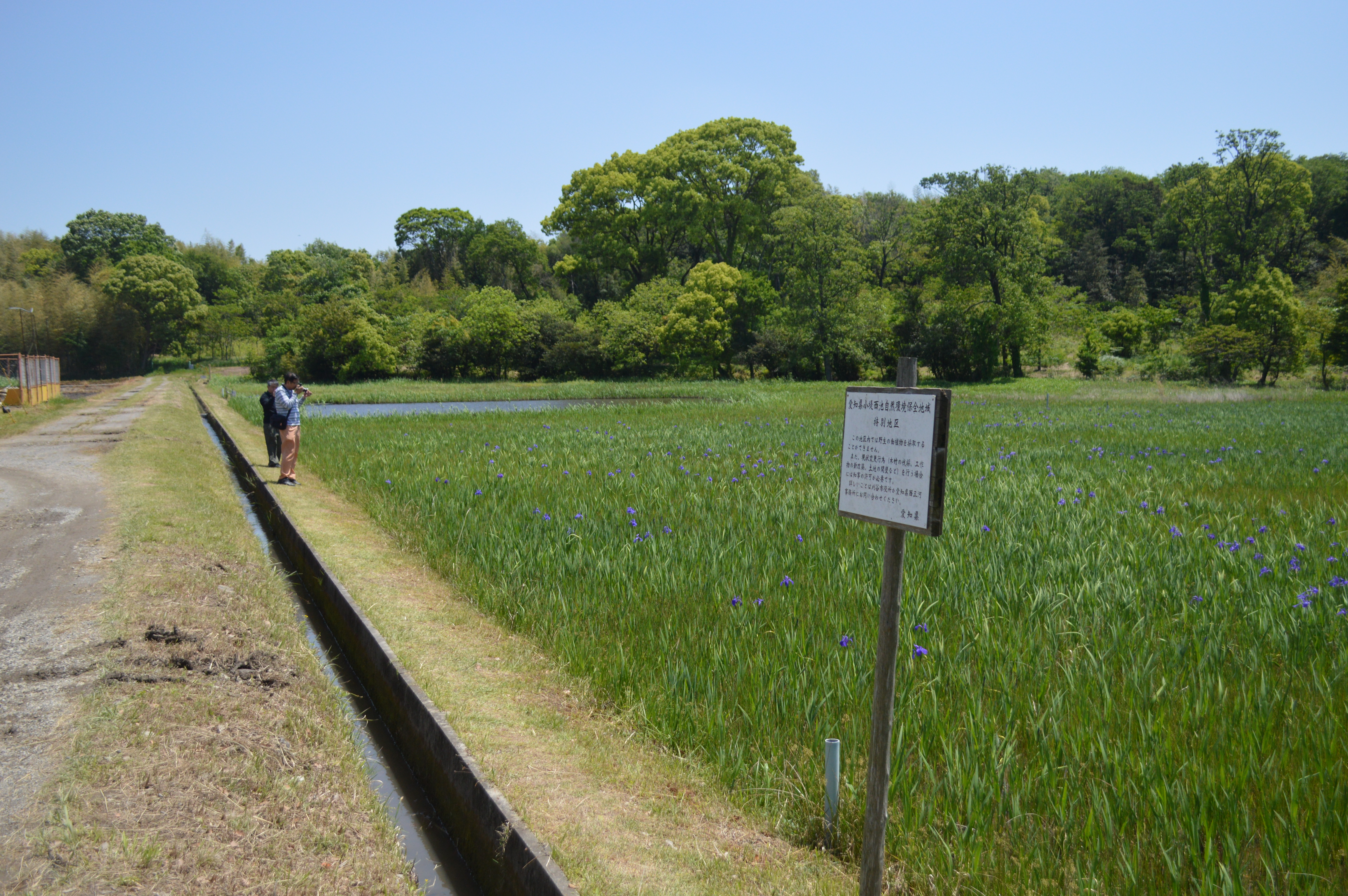
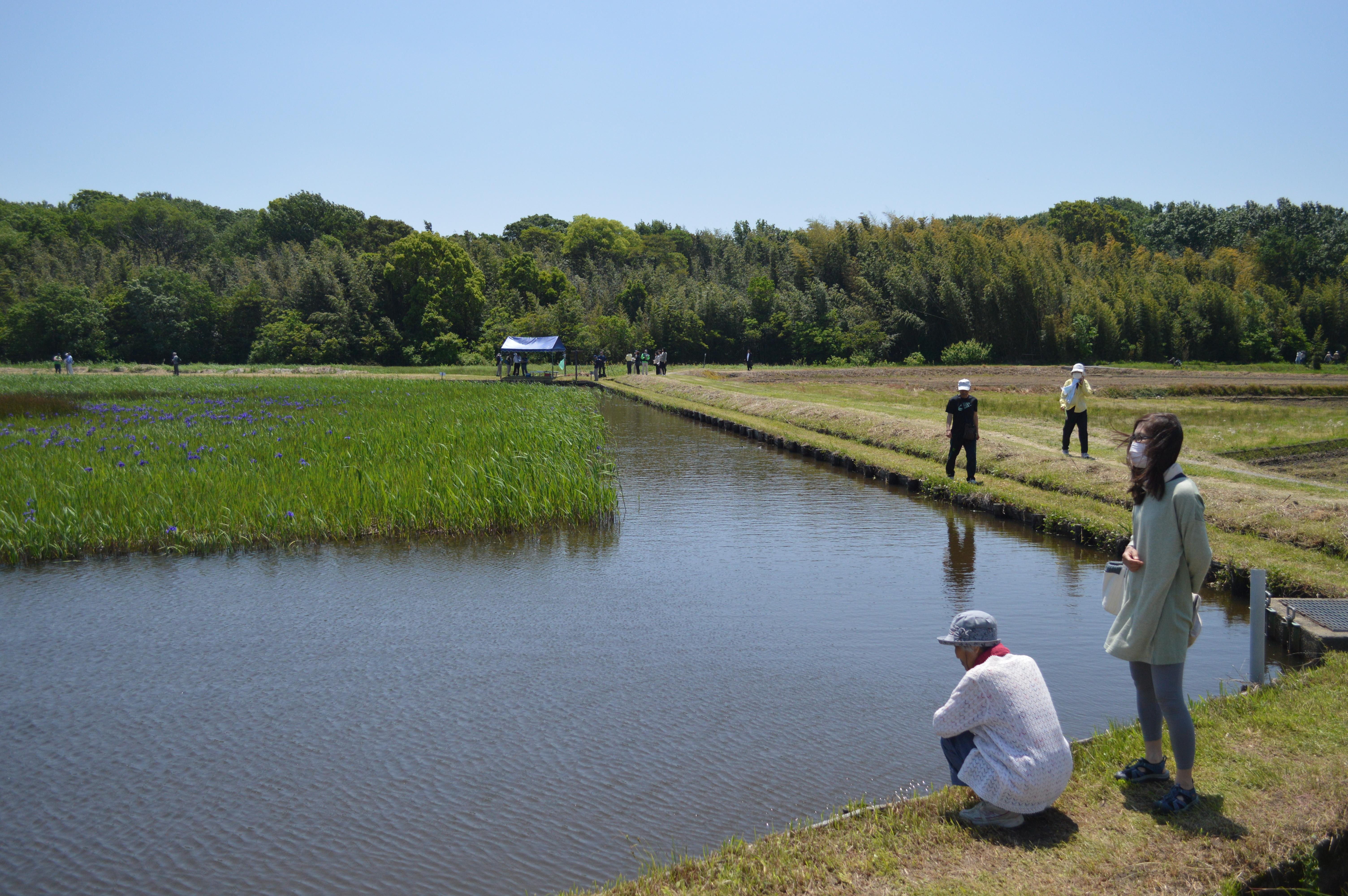

## 交通手段

### 鉄道
- 名鉄名古屋本線・三河線 知立駅下車、名鉄バス「イオン三好店アイモール前」行きか、「日進駅」行きに乗車、「上ノ郷」バス停下車、徒歩で約10分。
- JR東海道本線・名鉄三河線 刈谷駅または名鉄名古屋本線 富士松駅下車、刈谷市公共施設連絡バス西境線ひまわり行に乗車、「洲原公園北口」バス停下車、徒歩で約15分。

### 自動車
- 愛知県道54号豊田知立線から、愛知県道234号みよし沓掛線へ行き、洲原公園の駐車場を利用。